# プシェムィシルの戦い
プシェムィシルの戦い（ペレムィーシュリの戦い、1918年11月11日から11月12日）は、ガリツィア地方の都市プシェムィシルにおいてポーランド・ウクライナ戦争緒戦にポーランド共和国と西ウクライナ人民共和国との間に行われた戦闘である。ポーランド語名ではプシェムィシルの戦い、ウクライナ語名ではペレムィーシュリの戦いとなるが、このページでは現在この地がポーランド領となっていることから便宜上ポーランド名に準じ、前者の名称を優先することとする。

## 概要
プシェムィシリは、第一次世界大戦までオーストリア・ハンガリー帝国領となっていた。1910年現在で、人口54,000の内ポーランド人が47 %、ウクライナ人が22 %、ユダヤ人が30 %となっていた。戦後、帝国崩壊に伴うこの町の争奪戦が発生することになった。
1918年11月1日、町にはポーランド人、ユダヤ人、ウクライナ人による共同の地方政府が立ち上げられた。しかし、西ウクライナ人民共和国の軍事組織であるウクライナ・ハルィチナー軍（UHA）は、11月3日、ペレムィーシュリはウクライナ人居住地であるとして進駐し、共同政府の要人を逮捕し町東半分に統治体制を布いた。ウクライナ・ハルィチナー軍は、義勇兵や学生によって編成されていた小規模のポーランド自衛軍を破った。一方、同地を自国領と考えるポーランド軍は、サン川（スャン川）を挟んで町の西側を占拠し、これに対峙した。
11月10日には、ポーランド軍がウクライナ側に最後通牒を突きつけた。しかし、ポーランド軍はウクライナの返答を待たずに11日には渡河作戦を実行し、2日間の戦闘ののち装備に劣るウクライナ・ハルィチナー軍を撃破した。